# Tomé Vera Cruz
Tomé Soares da Vera Cruz (1956) è un politico saotomense.
È stato Primo ministro di São Tomé e Príncipe dall'aprile 2006 al febbraio 2008.